# Edmondo del Wessex
Edmondo (Eadmund oppure Edmund; circa 1049 – 1069) è stato un nobile inglese, figlio di Aroldo II d'Inghilterra.
Dopo la conquista normanna dell'Inghilterra, fu portato in esilio a Dublino insieme a due dei suoi fratelli, da cui partecipò due volte a spedizioni nell'Inghilterra sudoccidentale, ma con scarso successo. Scompare dalle fonti storiche all'inizio degli anni 70 del XI secolo.

## Genitori e biografia

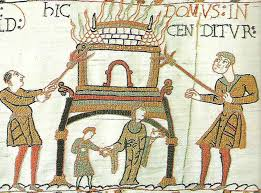
Edmund Haraldson

La data precisa di nascita di Edmund è sconosciuta, ma può essere stimata verso il 1049. La sua famiglia era una delle più potenti dell'Inghilterra anglosassone: suo nonno paterno era Godwin del Wessex, e suo padre era Aroldo II, che in quel periodo ereditò lo stesso titolo. Sua madre, Ealdgyth Swan-neck, sposata con Aroldo II d'Inghilterra, che avevano una forma di matrimonio non riconosciuta dalla Chiesa ma che all'epoca era ampiamente considerata legittima tra i laici. Aroldo I d'Inghilterra, ad esempio, è salito al trono nonostante fosse il figlio di un tale matrimonio tra il re Canuto e Ælfgifu di Northampton. Aroldo II d'Inghilterra aveva cinque figli, probabilmente non dalla stessa madre, ed Edmund sembra essere stato il secondo oppure il terzo di questi. Edmund prese probabilmente il nome da Edmondo II d'Inghilterra, il re inglese che nel suo breve regno guidò la resistenza all'invasione danese. Si può presumere che Edmund Haraldsson abbia ricevuto un'istruzione degna del figlio di un grande nobile, con l'enfasi sull'acquisizione di abilità militari e diplomatiche, e sebbene fosse apparentemente troppo giovane per combattere per suo padre, ora re d'Inghilterra, nella battaglia di Hastings, ha avuto l'opportunità di utilizzare queste abilità nei prossimi anni.

## Resistenza nel sud-ovest dell'Inghilterra
La sconfitta e la morte di Aroldo II d'Inghilterra alla battaglia di Hastings furono un disastro per la sua famiglia, soprattutto perché i magnati anglosassoni a Londra risposero eleggendo come re non uno dei figli di Aroldo ma Edgardo Atheling, pronipote di Edoardo il Confessore. Il breve "regno" di Edoardo - non fu mai effettivamente incoronato - terminò quando Guglielmo il Conquistatore raggiunse Londra nel dicembre 1066. La nonna di Edmund, Gytha Thorkelsdóttir, la vedova del conte Godwin del Wessex, si ritirò nel sud-ovest d'Inghilterra per consolidare il suo potere in quella parte ancora non conquistata del paese, ma all'inizio del 1068 Guglielmo guidò il suo esercito contro di lei e la assediò a Exeter. Edmund non è specificamente menzionato nelle fonti contemporanee come parte di questa ribellione sud-occidentale, ma è molto probabile che lui ei suoi fratelli Godwin e Magnus fossero lì, affermando la loro pretesa di essere leader dell'opposizione anglosassone. Dopo diciotto giorni Exeter si sottomise a Guglielmo, ma a quel punto Gytha, e forse i suoi nipoti, erano fuggiti e si erano rifugiati su un'isola nel Canale di Bristol, probabilmente Steep Holm.

## Assalti dell'Irlanda
Quell'estate Edmund era a Dublino sotto la protezione del re Diarmait di Leinster (? - 7 febbraio 1072), che molti anni prima aveva dato rifugio in modo simile a suo padre. Edmund era accompagnato dai suoi fratelli Godwin e Magnus, se vogliamo credere al cronista Giovanni di Worcester, o da Godwin e dal suo primo cugino Tostig (un figlio di Sweyn Godwinson) se crediamo al cronista anglo-normanno Geoffrey Gaimar. Sembra che avessero al loro servizio i restanti carlini di Aroldo II e avessero ancora le risorse per fare doni a Diarmait come lo "stendardo di battaglia del re dei Sassoni" menzionato dagli Annali di Inisfallen, e per assumere una forza di mercenari. Con una flotta di 52 navi navigarono verso il Canale di Bristol e prima attaccarono l'area intorno alla foce del fiume Avon, poi attaccarono Bristol, e dopo essere stati respinti dagli abitanti della città tornarono sulla costa del Somerset e sbarcarono di nuovo. Potrebbero essersi aspettati un'accoglienza lì e progettare di reclutare più uomini, dal momento che le uniche proprietà terriere di Godwinalla morte di Edoardo il Confessore erano state due piccole manieri nel Somerset a Nettlecombe e Langford-in-Burrington, ma in tal caso furono delusi. Hanno incontrato una forza locale al comando di Eadnoth lo Staller (Eadnoth the Constable) che ha combattuto una sanguinosa battaglia con loro a Bleadon. Eadnoth è stato uno dei morti, e forse anche il fratello di Edmund, Magnus. Dopo aver tormentato il Devon e la Cornovaglia, i fratelli sopravvissuti tornarono a Dublino, più ricchi ma non avendo ottenuto un grande successo militare.

## Dalle Fiandre alla Danimarca
È probabile che Godwin ed Edmund accompagnassero la loro sorella Gytha, zia Gunnhild e nonna Gytha Thorkelsdóttir quando fuggirono a Sant Omer nelle Fiandre forse tra la fine del 1069 o l'inizio del 1070. È certo che in seguito si recarono alla corte del re Sweyn II di Danimarca insieme alla giovane Gytha. Senza dubbio speravano che Swein li avrebbe sostenuti in un'invasione dell'Inghilterra, ma non lo fece; Swein aveva recentemente fallito gravemente in un tentativo simile per proprio conto e può aver avuto poca inclinazione a riprovare con la loro, soprattutto perché c'era cattivo sangue tra le due famiglie, il fratello di Swein era stato assassinato molto tempo fa da un fratello di Aroldo II. Gytha fu data in sposa a Vladimir II di Russia, a quel tempo principe di Smolensk, probabilmente nel 1074 o 1075, ma Godwin ed Edmund non compaiono più nella storia. La data della loro morte di Godwin è sconosciuta.

## Ascendenza
|                         |   |                     | Genitori                    |  |  | Nonni |  |  | Bisnonni      |  |  | Trisnonni |  |
|                         |   |                     |                             |  |  |       |  |  | Wulfnoth Cild |  |  | Thegn     |  |
|                         |   |                     |                             |  |  |       |  |  | Wulfnoth Cild |  |  | Thegn     |  |
|                         |   | …                   |                             |  |  |       |  |  | Wulfnoth Cild |  |  |           |  |
| Godwin del Wessex       |   |                     |                             |  |  |       |  |  | Wulfnoth Cild |  |  |           |  |
|                         |   | …                   | …                           |  |  |       |  |  |               |  |  |           |  |
|                         |   | …                   | …                           |  |  |       |  |  |               |  |  |           |  |
|                         |   | …                   | …                           |  |  |       |  |  |               |  |  |           |  |
| Aroldo II d'Inghilterra |   | …                   |                             |  |  |       |  |  |               |  |  |           |  |
|                         |   | Thorgils Sprakalägg | Styrbjörn Starke            |  |  |       |  |  |               |  |  |           |  |
|                         |   | Thorgils Sprakalägg | Styrbjörn Starke            |  |  |       |  |  |               |  |  |           |  |
|                         |   | Thorgils Sprakalägg | Tyri di Danimarca (Fatata?) |  |  |       |  |  |               |  |  |           |  |
| Gytha Thorkelsdaettir   |   | Thorgils Sprakalägg |                             |  |  |       |  |  |               |  |  |           |  |
|                         |   | Sigrid del Halland  | …                           |  |  |       |  |  |               |  |  |           |  |
|                         |   | Sigrid del Halland  | …                           |  |  |       |  |  |               |  |  |           |  |
|                         |   | Sigrid del Halland  | …                           |  |  |       |  |  |               |  |  |           |  |
| Edmund Haraldsson       |   | Sigrid del Halland  |                             |  |  |       |  |  |               |  |  |           |  |
|                         | … | …                   |                             |  |  |       |  |  |               |  |  |           |  |
|                         | … | …                   |                             |  |  |       |  |  |               |  |  |           |  |
|                         | … | …                   |                             |  |  |       |  |  |               |  |  |           |  |
| …                       | … |                     |                             |  |  |       |  |  |               |  |  |           |  |
|                         |   | …                   | …                           |  |  |       |  |  |               |  |  |           |  |
|                         |   | …                   | …                           |  |  |       |  |  |               |  |  |           |  |
|                         |   | …                   | …                           |  |  |       |  |  |               |  |  |           |  |
| Ealdgyth Swan-neck      |   | …                   |                             |  |  |       |  |  |               |  |  |           |  |
|                         |   | …                   | …                           |  |  |       |  |  |               |  |  |           |  |
|                         |   | …                   | …                           |  |  |       |  |  |               |  |  |           |  |
|                         |   | …                   | …                           |  |  |       |  |  |               |  |  |           |  |
| …                       |   | …                   |                             |  |  |       |  |  |               |  |  |           |  |
|                         |   | …                   | …                           |  |  |       |  |  |               |  |  |           |  |
|                         |   | …                   | …                           |  |  |       |  |  |               |  |  |           |  |
|                         |   | …                   | …                           |  |  |       |  |  |               |  |  |           |  |
|                         |   | …                   |                             |  |  |       |  |  |               |  |  |           |  |